# Breaking bei den Olympischen Spielen
Breaking wurde bei den Olympischen Spielen erstmals 2024 ausgetragen. Im Dezember 2020 wurde bekannt, dass mit Breakdance erstmals eine Tanzsportart bei Olympischen Sommerspielen als Disziplin ausgetragen wird. Es werden dabei je ein Wettbewerb für Männer bzw. Frauen stattfinden.
Breaking wird nach seiner einmaligen Präsentation bei den Wettbewerben 2024 nicht mehr im Programm sein. Diese Sportart wurde nur auf Wunsch des Französischen Nationalen Olympischen Komitees, als ausrichtendes NOK der Olympischen Spiele in Paris, aufgenommen.

## Übersicht der Wettbewerbe
| Wettbewerb             | 1896–2020 | 24 | 28 | 32 | Gesamt |
| ---------------------- | --------- | -- | -- | -- | ------ |
| Breakdance-Boys        |           | •  |    |    | 1      |
| Breakdance-Girls       |           | •  |    |    | 1      |
| Anzahl der Wettbewerbe |           | 2  |    |    | 2      |

## Ewiger Medaillenspiegel
Stand: 2024
| Rang | Land       | Goldmedaille | Silbermedaille | Bronzemedaille | Gesamt |
| ---- | ---------- | ------------ | -------------- | -------------- | ------ |
| 1    | Japan      | 1            | –              | –              | 1      |
| 1    | Kanada     | 1            | –              | –              | 1      |
| 3    | Frankreich | –            | 1              | –              | 1      |
| 3    | Litauen    | –            | 1              | –              | 1      |
| 5    | China      | –            | –              | 1              | 1      |
| 5    | USA        | –            | –              | 1              | 1      |